# Видземе
Ви́дземе (латыш. Vidzeme) — историческая область в центральной Латвии, к западу от реки Айвиексте (до 1629 года к северу от Даугавы).
С XIII века — в Ливонии, с 1561 года — Задвинское герцогство. В 1629 году Ливония была поделена: Видземе вошла в состав шведской провинции Лифляндия, в то время, как Латгалия отошла к Польше. В 1710—1917 годы Видземе находилась в составе Лифляндской губернии Российской империи.
В состав Видземе входит Рига.

## Герб
22 марта 2012 года сейм Латвии утвердил гербы исторических областей. В частности, герб Видземе в законе описывается так: на красном поле серебряный грифон с таким же мечом в правой лапе.

## Видземе в нумизматике
В ноябре 2016 года БЛ выпустил монету 2 евро — Видземе.